# Annie Get Your Gun
Annie Get Your Gun er en amerikansk musical, hvis tekst og musik er skrevet af Irving Berlin. Musicalen er baseret på en roman af samme navn, skrevet af Herbert Fields og hans søster Dorothy Fields. Fortællingen er en fiktionaliseret version af skarpskytten Annie Oakleys livshistorie (1860-1926).
Musicalen fik premiere på Imperial Theater på Broadway 16. maj 1946 og blev så stor en succes, at den opførtes hele 1.147 gange. Ethel Merman havde titelrollen. Året efter blev den opført i London og Melbourne, ligesom den har affødt både en film- og tv-version; filmen fik premiere i 1950 med Betty Hutton i hovedrollen. 
Annie Get Your Gun har også været opført adskillige gange på danske teatre, bl.a. turnerede Det Danske Teatre med den i sæsonen 2003/2004. Her spillede Tine Gotthelf hovedrollen. I 2008 blev musicalen opført ved Frøbjerg Festspil.
I 1999 modtog musicalen en Tony Award for bedste genopførelse af en musical.